# Copa de campeones de Paraguay
La Copa de Campeones de Paraguay fue un torneo oficial de  fútbol organizado por la LPF por única ocasión en 1997 y se disputó entre los meses junio y julio con la idea de que los clubes tengan rodaje durante la pausa que había en el futbol entre el final del apertura y el comienzo del clausura. En el torneo participaron todos los clubes que alguna vez hayan ganado la Primera División de Paraguay a excepción de Olimpia que se retiró a último momento, por lo que su rival  Guaraní avanzó directamente a semifinales. El campeón fue Sol de América que derroto en la final a Presidente Hayes por penales.

## Participantes
- Club Cerro Porteño
- Club Guaraní
- Club Libertad
- Club Nacional
- Club Presidente Hayes
- Club Sol de América (Asunción)
- Club Sportivo Luqueño

## Cuadro de desarrollo
|  | Cuartos de final | Cuartos de final | Cuartos de final |      |                  | Semifinales | Semifinales | Semifinales |  |  | Final          | Final | Final |
|  |                  |                  |                  |      |                  |             |             |             |  |  |                |       |       |
|  |                  |                  |                  |      |                  |             |             |             |  |  |                |       |       |
|  | Nacional         | 4                | 3                |      |                  |             |             |             |  |  |                |       |       |
|  | Libertad         | 4                | 2                |      |                  |             |             |             |  |  |                |       |       |
|  | Libertad         | 4                | 2                |      | Nacional         | 0           | 1(2)        |             |  |  |                |       |       |
|  |                  |                  |                  |      | Nacional         | 0           | 1(2)        |             |  |  |                |       |       |
|  |                  | Sol de América   | 0                | 1(3) |                  |             |             |             |  |  |                |       |       |
|  | Sol de América   | Sol de América   | 0                | 1(3) | 3                | 2           |             |             |  |  |                |       |       |
|  | Sol de América   |                  |                  |      | 3                | 2           |             |             |  |  |                |       |       |
|  | Sportivo Luqueño | 2                | 2                |      |                  |             |             |             |  |  |                |       |       |
|  |                  |                  |                  |      |                  |             |             |             |  |  | Sol de América | 0     | 1(4)  |
|  |                  |                  | Presidente Hayes | 1    | 0(3)             |             |             |             |  |  |                |       |       |
|  | Cerro Porteño    | 1                | 1(3)             |      |                  |             |             |             |  |  |                |       |       |
|  | Presidente Hayes | 0                | 2(4)             |      |                  |             |             |             |  |  |                |       |       |
|  | Presidente Hayes | 0                | 2(4)             |      | Presidente Hayes | 3           | 2           |             |  |  |                |       |       |
|  |                  |                  |                  |      | Presidente Hayes | 3           | 2           |             |  |  |                |       |       |
|  |                  | Guaraní          | 1                | 3    |                  |             |             |             |  |  |                |       |       |
|  | Guaraní          | Guaraní          | 1                | 3    | -                | -           |             |             |  |  |                |       |       |
|  | Guaraní          |                  |                  |      | -                | -           |             |             |  |  |                |       |       |
|  | -                | -                | -                |      |                  |             |             |             |  |  |                |       |       |

## Oficialidad
Si bien este torneo fue organizado por la LPF (Liga Paraguaya de Futbol) esta ha quedado en el olvido por la misma  LPF (hoy llamada APF) ya que no se le suele contar a Sol de América, es más en su web oficial donde la  APF habla de los títulos obtenidos por Sol de América  ni siquiera hace mención de este torneo.
Sin embargo publicaciones de diarios de esa época hablan de un título oficial, y al ser organizado por la LPF debería ser contado como oficial; Por lo que al no haber ninguna disposición  de la APF al respecto se le puede tomar como título oficial en toda regla.